# Meriones libycus
Meriones libycus (Меріонес лівійський) — вид родини мишеві (Muridae).

## Поширення
Поширений від пн. Африки (із Західної Сахари до Єгипту) до Азії (з Аравійського півострова на схід до Китаю). Відбувається до 1700 м. над р.м. Займає пустельні й напівпустельні місця проживання. Стає найбільш поширеним в незатоплених рівнинах річок. Це дуже рухливий вид, який часто міняє нори або навіть мігрує, коли кормові умови погіршуються.